# Жубанов, Адиль Орынбасарович
Адиль Орынбасарович Жубанов (каз. Әділ Орынбасарұлы Жұбанов, род. 25 декабря 1972, Сарытогай) — казахстанский государственный деятель, член Комитета по финансам и бюджету Мажилиса Парламента Республики Казахстан VIII созыва.

## Биография
Родился 25 декабря 1972 года в селе Сарытогай, ныне Махамбетского района Атырауской области.

### Образование
В 2001 году завершил обучение в университете «Кайнар» по специальности «Юриспруденция».
В 2007 году защитил диплом инженера-строителя в Государственном Атырауском институте нефти и газа по специальности «Промышленное и гражданское строительство».

### Трудовая деятельность
Свою трудовую деятельность начал в 1992 году, трудоустроившись сержантом Республиканской гвардии Казахстана в Махамбетском военном комиссариате. В дальнейшем работал охранником в АО «АТМА Аэропорт Атырау и перевозки» и менеджером-декларантом в АО «Ирбис-Мунай».
В 1998 году был назначен на должность заместителя директора по производству в ТОО «Енбек».
С 2000 по 2010 годы занимал должность генерального директора ТОО «Атыраустроймонтажсервис».
С 2010 года трудился в должности генерального директора ТОО «БатысАльянсСтрой», временно исполняя функции советника генерального директора в 2022 году, после чего вновь вернулся на руководящий пост.

## Выборные должности
В 2003 году избрался депутатом Атырауского городского маслихата III созыва. Позднее переизбирался депутатом маслихата V, VI и VII созывов, занимая эту должность до 2021 года.
С 28 марта 2023 года является депутатом Мажилиса Парламента Республики Казахстан VIII созыва. Выдвинут партией «Аманат» по избирательному округу № 13 (Атырауская область). В Парламенте работает в должности члена Комитета по финансам и бюджету.

## Награды
- Орден «Курмет» (2014);
- Орден «Трудовая слава» III степени (2020);
- Медаль «Народная благодарность» (2020).